# 白崇禧
白崇禧（1893年3月18日—1966年12月2日），字健生:78，伊斯兰經名奧馬爾（阿拉伯語：عمر），廣西桂林:4617人，民國名將，人稱「小諸葛」。保定軍官學校畢業。1923年起任廣西討逆軍參謀長，廣西綏靖公署及桂軍第二軍參謀長，國民革命軍副總參謀長、東路軍前敵總指揮:4617。官至中華民國陸軍一级上将，並曾出任首任中華民國國防部部長。
其與李宗仁並為民國桂系軍閥的核心人物，多年來一路合作無間。二人最初一同加入國民黨孫中山在廣州的革命陣營，又聯手驅逐廣西的舊軍閥。1927年任淞滬警備司令:4617。國民革命軍北伐時，率廣西軍隊攻至山海關。後任第四集團軍副總司令兼新編第十三軍軍長:4617。北伐成功後，和蔣中正及其他地方勢力多次開戰。1929年蔣桂戰爭失敗後，與李宗仁等退回廣西:4617。八年抗戰爆發後，二人動員廣西的軍隊抗擊日軍，合作指揮多場大戰，屢有勝果。
其於1931年後歷任中國國民黨中央執行委員、國民政府軍事委員會副總參謀長兼軍訓部長、桂林行營主任、國防部長、戰略顧問委員會主任委員、華中軍政長官:4617。然而，國民政府未能保住在中國東北的戰果，局勢對國府愈趨不利，桂系最終亦無法保住中華民國的半壁江山。其赴臺後被委任為總統府戰略顧問委員會副主任委員:78。1966年病逝於臺北。
白出身穆斯林家庭並篤信伊斯兰教，曾在大陸捐款兴建了多所清真寺、发展中国穆斯林教育，在政治和经济上给予穆斯林許多方便。另一方面，據其子白先勇回憶，白對於少數穆斯林不合時宜的風俗習慣，例如：女性不得受教育、女性戴面紗等，極為反對。白對其他宗教亦採寬容態度，時常為佛教、道教寺廟題字、撰聯，諸如暖暖安德宮、關渡宮附設之廣渡寺、梧棲朝元宮、延平郡王祠等，不勝枚舉。
其五子為華文世界著名作家白先勇。

## 生平

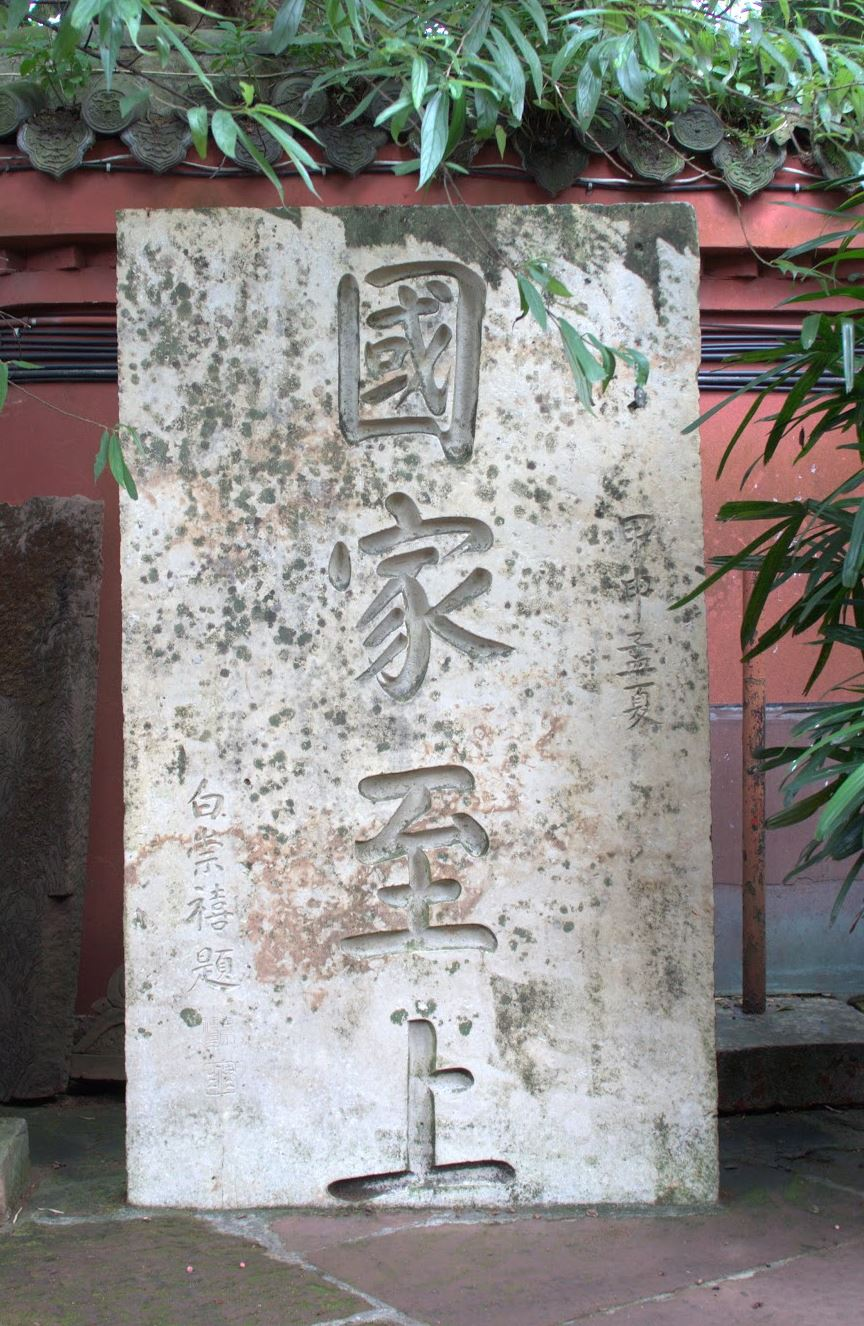
峨眉山報國寺白崇禧題國家至上碑

### 身世
1893年，白生於廣西桂林六塘山尾村的一個回民家庭。1907年，白考入广西陸軍小學，入學不及3個月，因患惡性疟疾而申請退學。:791916年，保定陸軍軍官學校第三期畢業:4617。1917年，白申請去新疆訓練新軍，以十月革命爆發無法成行，回廣西見習於陸榮廷部。1918年白到廣西模範營當連副，1919年任連長，1920年在百色清鄕；1921年粤軍討伐陸榮廷，模範營反正，白任營長、團附。
1921年底，黃紹竑接過馬曉軍部隊:81。1922年，白在百色與自治軍作戰因墮崖受傷，入粤治療。1923年3月，白因作戰足傷，赴廣東治療，孫中山當時正在廣州。在廣東受黃紹竑之託，經再三研究後，白以全權代表身份謁見孫大元帥，表示廣西竭誠請求加入革命行列，請纓討伐沈鴻英，並申述廣西統一對革命之重要:81。
1924年，孫也深以為白之建議為上策，立即委任黃紹竑為廣西討賊军第一軍總指揮，白為參謀長。黃、白立即通電分別就任:82，赴鬱林與李宗仁商合作。1925年，李、黃合作，白任定桂討賊軍前敵總指揮兼參謀長，先後擊破陸、沈主力，又敗唐繼堯入桂滇軍，一統廣西。

### 北伐

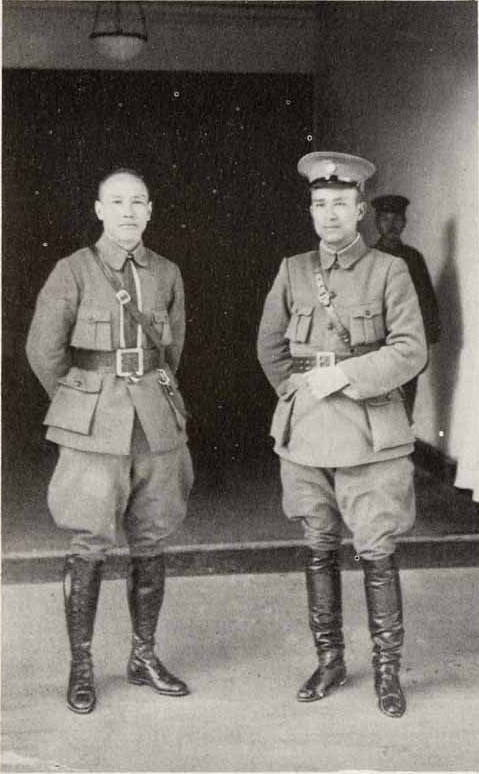
白崇禧（右）與蔣中正（左），攝於國民革命軍北伐期間

1926年，白赴廣州商兩廣統一。國民革命軍在廣州誓師，白出任國民革命軍副總參謀長代行總參謀長職務隨軍北伐，北伐初期，白揮軍底定湖南、湖北，進攻江西，擊潰吳佩孚、孫傳芳軍。

#### 龍潭戰役
1927年，國民革命軍總司令蔣任命白為東路軍前敵總指揮，一舉平定浙江，進軍上海。白率第一軍克復杭州、上海；隨任淞滬衛戍警備司令、第二路總指揮，兵出山東南部。配合蔣在上海中国国民党清党。8月蔣下野，白任淞滬衛戍司令，薦參謀長張定璠為上海市長。
1927年1月、3月、8月、10月，白多次戰勝孫傳芳。8月，此時因寧漢分裂，蔣下野，孫傳芳部乘中國國民黨內部分裂，回頭反撲，佔領南京龍潭；白恰巧自上海回南京，路上發現孫傳芳軍蹤跡。白立即在無錫下車，用車站電話命令第一軍第十四師師長衛立煌就近率部反攻龍潭，同時命令正從常州開往杭州之第一軍第二師劉峙，回師增援。白得訊，自無錫趕往鎮江坐鎮指揮，何應欽、李宗仁急調第一、第七軍由東西兩面會攻龍潭，三面圍攻孫軍，總攻龍潭地區之孫軍。白緊急成立指揮所，指揮第一軍、第七軍與孫軍激戰6昼夜，遂將孫傳芳軍擊潰，斃敵2萬餘人，俘虜3萬餘人，孫傳芳主力幾全部覆滅。
1927年11月，蔣、汪精衛合作，廣州張發奎、黃琪翔「驅李（濟深）之役」，白赴漢口指揮第三路軍圖與程潛進湖南解決唐生智舊部；12月蔣復職。

#### 灤州
1928年，白在湖南收編唐生智舊部。3月，蔣屢次命令白早日平定湖南局面勢，合力北伐:15。4月8日，蔣任李為第四集團軍總司令，白為第四集團軍前敵總指揮。白收編湖南唐生智部後，以東路軍前敵總指揮奉命代行國民革命軍總司令職權，策劃肅清關內殘餘軍閥張宗昌、褚玉璞部。5月19日，白應蔣邀赴鄭州與蔣馮會晤，商進兵京津會後白統兵北上，張作霖不戰而退；6月11日，白、閻錫山連袂入北京；7月6日，蔣、閻、馮、李在香山碧雲寺祭告孫中山，後在小湯山裁兵善後會議，白反對裁兵主張殖邊，蔣不納。
第一、二、三、四集團軍都有派部隊參加，白領軍揮戈北上，9月直達北平、天津。白率李品仙部在灤州肅清直魯軍，9月中白攻入唐山抵灤河。12月13日，胡宗鐸偕何鍵到北平告知白，蔣從江西暗中補給魯滌平；白示武漢四戰之地不宜用兵，著胡宗鐸告夏威、陶鈞：第四集團軍從武漢全退入湖南，後靠兩廣，候命進止；胡陽奉陰違；12月18日白發電文「建議西北國防」，向蔣表達反對裁軍及志願前往新疆。東北張學良宣佈易幟，北伐底定。

### 蔣桂戰爭
北伐期間，桂系勢力範圍猛增至兩廣、湖北、平津，中央蔣採信政學系謀士楊永泰「削藩」之建議，以軍事解決第四集團軍。1929年1月1日，蔣電邀白去南京參加編遣會議，白以病辭；1月5日，李宗仁在南京就軍事參議院院長職；1月17日白入北平德國醫院療養。2月11日，胡未徵李、白意，以武漢政治分會決議改組湖南省政府，派夏威、葉琪入湖南。武漢方面桂系少壯派湖北籍將領胡宗鐸、陶鈞等冒進出兵湖南攻打魯滌平，造成「湘變」，授予中央消滅桂系之口實。蔣藉口請李濟深調停武漢事，李濟深入南京即被軟禁；蔣通過古應芬拉陳濟棠收拾廣東；3月20日李品仙在唐山通電反白擁蔣。白得廖磊掩護，倉促出走，從天津乘船至香港返回廣西。蔣桂戰爭開始，中央軍中粵軍、湘軍、滇軍各路攻打廣西，白與李一度流亡安南河內，後又潛返廣西，將中央軍擊退。5月5日，李在梧州就護黨救國軍總司令，後到香港「聯馮（玉祥）」；廣西白、黃紹竑分攻廣東，於白泥戰敗，避居海外。11月，李、黃紹竑、白返廣西，聯同張發奎進攻廣東，戰敗；12月回平樂休整。

### 中原大戰
1930年3月15日，閻錫山為陸海空軍總司令，馮玉祥、李為副總司令；第一方面軍李自兼總司令，黃紹竑為副總司令，白為前敵總指揮，率第四、七、十五軍攻湖南。6月中，白攻下岳州，後隊為粤軍切斷；白回師救黃紹竑，於衡陽戰敗。8月黃紹竑離職，電蔣求和，白任副總司令兼前敵總指揮；10月白解南寧之圍，滇軍退雲南，白視察龍州、百色。中原大戰之後，廣西與中央對峙，直至1937年「七七」抗戰軍興，廣西出兵參加抗日為止，其間6年，廣西在白領導下，實施「自衛、自給、自足」、「寓供兵團、寓將於學、寓徵於募」政策，全省皆兵。白透過創立學校、改革稅收、清鄉建設廣西。廣西如此積極武化整軍，是由於當時中國內外情勢發展使然。

### 與陳濟棠反蔣
1931年2月末，蔣扣胡漢民，古應芬南下策動陳濟棠聯桂反蔣；4月白偕張發奎赴廣東轉香港晤汪精衛，適孫科銜命調停，遂約同廣州反蔣；5月1日成立廣州國民政府；6月兩廣組成第一、四集團軍，白任第四集團軍副總司令。九一八事變爆發，南京派蔡元培等赴廣東談和，召集上海和會，約上海和議；南京、廣東分召四全大會，後在南京一中全會統一；白在四全大會當選中執委，廣州設西南執行部和西南政委會。自從廣西省黃紹竑離開廣西後，他的位置便由黃旭初取代，而成了新之李、白、黃體制。12月中，應廣東中委要求，蔣第二次下野；白出席一中全會，12月28日推林森為國民政府主席，孫科為行政院長。
1932年，蔣、汪分主軍政，兩廣靠胡漢民與南京對峙；李在廣東與陳濟棠聯絡胡漢民，白主持廣西軍政。
1933年5月，南京明令陳濟棠為南路剿總司令，白為副司令；廣東派余漢謀軍、廣西派王贊斌師駐贛南，防蔣南犯。11月閩變，此前陳濟棠、陳銘樞到南寧聯繫，李、白以做法激進拒絕參加；並電邀胡漢民、陳濟棠在廣東成立抗日政府，未得積極反應。
1934年6月18日，白飛廣東晤何鍵，先是蔣派何鍵到廣州；白借此與余漢謀商談於贛南，並閲王贊斌師；回廣州後，陳濟棠召集會議，白稱蔣以第五次「圍剿」在東線、北線署重兵，意壓江西紅軍向南，應避戰免為蔣所乘。1935年，先是紅軍長征與白函電交責使蔣憤激，蔣邀李於3月下旬在貴陽會晤，不應；白僅派張定璠、劉斐於3月27日在貴陽晤蔣。
1936年5月，胡漢民病逝，蔣藉此收回陳濟棠廣東軍政，陳濟棠強邀李、白借抗日反蔣；白先飛廣東會商主慎重，因陳濟棠堅決而同意聯合行動，為「兩廣事變」。6月，白派李品仙飛長沙爭取何鍵，頃中央軍抵衡陽，桂軍止進；白建議在廣州成立抗日政府，陳濟棠不敢納。7月，廣東內變，廣西堅持抗日；蔣納程潛意見，蔣桂和解；蔣初欲在廣州晤白，張定璠急電阻止，改由李飛廣東見蔣。9月2日，居正、程潛、朱培德飛南寧，蔣桂議和，共同抗日；日本壓力愈大，東北張學良形勢不穩，中央不願與廣西糾纏下去，他們帶蔣親筆信，深望和議有成。
廣西雖然貧窮落後，但亦建設空軍，設有航空軍事學校，白曾自兼航空軍事學校校長和空軍大隊長；抗戰起後，廣西空軍悉數移交中央，八年血戰，廣西空軍將士泰半壯烈殉職。

### 抗戰期間

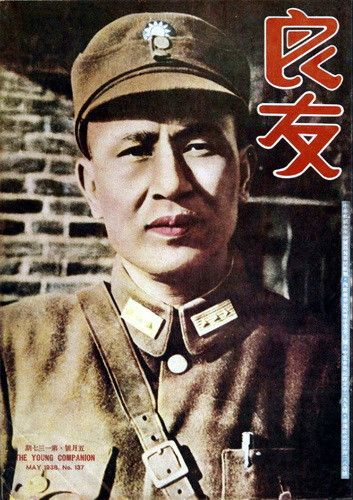
1938年5月出刊的《良友画报》137期封面人物：白崇禧将军

1937年中國抗日戰爭前夕，蔣任李為第五路軍總司令，白為副總司令，並派參謀總長程潛至廣西監督各將領就職宣誓。「七七」蘆溝橋事變，中日大戰爆發，蔣號召全國抗日。7月27日，蔣派劉斐赴廣西，敦促白至南京:5522。8月4日，蔣派專機至桂林將白接往南京。白參加抗日，出任國民政府軍事委員會副参謀總長不久李赴徐州就第五戰區司令長官職。
1938年初徐州會戰前，白銜命視察各戰區，協助部署計畫。白推薦川軍鄧錫侯部參加徐州會戰。1938年3月24日台兒莊戰役前夕，蔣攜白飛抵徐州，與第五戰區司令長官李3人視察隴海鐵路前線；蔣當天離開，命令白留下，協助李作戰。「臺兒莊大捷」是八年抗戰中關鍵一役，是役第五戰區司令官李宗仁指揮全盤作戰。4月4日，臺兒莊大戰方酣之際，廣西省政府主席黃旭初，因赴武漢開中國國民黨臨時全會，順道到徐州探望李；次日晨，李偕黃旭初往訪白崇禧。
1938年6月5日，白參加國民政府軍事委員會部署武漢會戰之最高軍事會議。6月，白指挥「武漢保衛戰」，與日本軍盤桓5個月
。7月起，白代理第五戰區司令長官，指揮長江北岸武漢保衛戰。
1938年8月中旬，西南行營主任白在廣東英德召集南方各將領舉行軍事會議後，廣東大戰日內即將爆發。
1938年11月25日，軍事委員會在長沙召開「南嶽會議」，會中決議設立桂林行營，白出任桂林行營主任。12月3日，白擔任桂林行營主任，統一指揮4個戰區。
1939年1月22日，中國國民黨五屆五中全會於重慶開會，1月25日閉會，白為國防最高委員會常務委員。1939年8月，日本軍發動贛湘作戰，分六路會攻長沙，白為此次大戰之最高統帥，指揮第九戰區薛岳司令官迎頭痛擊，日本軍大敗而退，是為抗日戰爭中有名之第一次長沙會戰。1939年9月19日，日本開始移兵廣西。1939年10月，國民政府在衡山召開第二次南嶽軍事會議，總結第一次長沙會戰之作戰情況，並決策發動新攻勢。11月6日，蔣、宋美齡夫婦抵達桂林，在白桂林家中探望白母親馬太夫人。1939年11月，日本軍第5師團突然在欽縣登陸。11月16日，蔣在重慶召見白，令其不必再參加中國國民黨五屆六中全會，立即返桂林指揮作戰，並以桂林行營主任全權指揮第五軍等中央直系部隊。11月19日，白由重慶飛桂林。11月24日日军佔領南寧，12月初佔領崑侖關；日本軍原擬乘虛由貴州直攻重慶，國軍方面旋即調集大軍反攻，白崇禧擔任總指揮。1940年2月下旬崑崙關之役後，2月25日蔣召開「柳州會議」，檢討桂南会战得失。3個月後，白回重慶擔任副參謀總長兼軍訓部長職。
1940年8月26日，軍事委員會副參謀總長兼軍訓部長白赴長江以北各戰區巡視軍事，10月6日巡視完畢返重慶:6359；10月，國共關係惡化，何應欽、白奉令與周恩來、葉劍英會商軍事。1941年皖南事變，何應欽開會商新四軍善後，軍令部提案一為明令撤銷番號，一為不撤銷番號；白主張反共。
1943年7月，蔣派白到蘭州，處理甘肅回民暴動善後；9月白出席五屆十一中全會，通過蔣為國民政府主席兼行政院長。
1944年長衡會戰，6月22日白從重慶飛桂林，與第四戰區司令長官張發奎會商，派第十六集團軍副總司令韋雲淞為桂林防守司令。7月14日，白去湖南晤第九戰區司令長官薛岳，建議戰區主力在湘桂鐵路兩側以使日軍不由此入桂林，薛不允；10月30日，白從柳州飛重慶，向蔣報告湘桂戰況；後薛岳調楊森兵團、李玉堂兵團入廣西，然遲未能與第十六集團軍配合，終使湘桂大撤退；後白建議大別山區為第十戰區，李品仙為司令長官。
1945年春，白兼任軍訓部長，經常視察各級部隊訓練裝備。2月10日，自李品仙任第十戰區司令長官後，第五戰區司令長官李即調為漢中行營主任。4月29日，白隨蔣、宋美齡旅次陝西臨潼。6月13日，白隨蔣校閱陸軍第二〇一師。6月29日，李宗仁、魏德邁、蔣、白在陝西漢中商討國事。10月1日，李為北平行轅主任。10月3日，國民政府明令白晉任為陸軍一級上將，張治中、張發奎均晉任為陸軍二級上將，胡宗南特加陸軍上將銜:7847。10月20日，白在重慶參加蔣五十九歲華誕宴席，宋美齡切蛋糕慶祝抗戰勝利。11月，蔣在重慶召集復員整軍會議，會前白再度反對裁軍，語蔣：「民國十七年，小湯山裁兵會議，殷鑒不遠，一為之甚，其可再乎？」

### 東北督戰

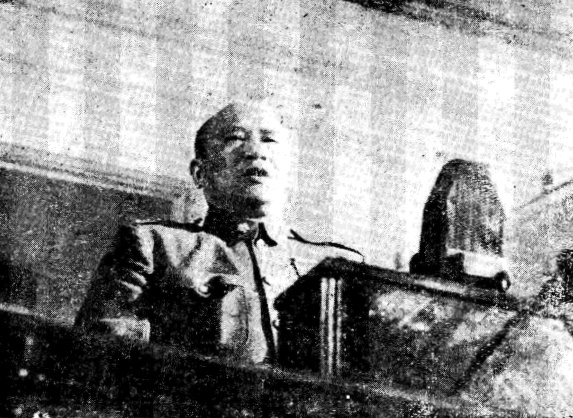
白崇禧出任中華民國第1任國防部長

1946年5月23日，蔣偕宋美齡、白、張嘉璈由南京飛抵瀋陽:8058。5月31日，國民政府特任白為國防部部長，陳誠為參謀總長、兼任海軍總司令，顧祝同為陸軍總司令、免徐州綏靖公署主任本職，周至柔為空軍總司令，黃鎮球為聯合後方勤務總司令，薛岳為徐州綏靖公署主任:8064。6月1日，軍事委員會改組為國防部，白任國防部長，陳誠為參謀總長:103。徵求意見時，白持異議，認為如果要打仗，以何應欽任陸軍總司令來指揮最為適當；蔣反把何調到聯合國任軍事代表。5月17日，蔣派白飛往中國東北督戰，指揮杜聿明，並其部下新六軍、新一軍、七十一軍，攻下四平街，並繼續進攻長春。白主張乘勝追擊，一舉殲滅林彪部，但蔣發出停戰令。由於美國總統特使乔治·卡特莱特·马歇尔連續三次給蔣發電，並以斷絕美援相威脅，迫蔣停止在東北的軍事行動；同時，前方國軍總指揮杜聿明向南京請示，蔣遂電令杜「暫緩追擊」。此舉使林彪殘部得以喘息，導致東北大局逆转。11月，華北戰事吃緊，白巡視考察綏遠、察哈爾、河北、山西軍事。

### 二二八事件赴臺宣慰

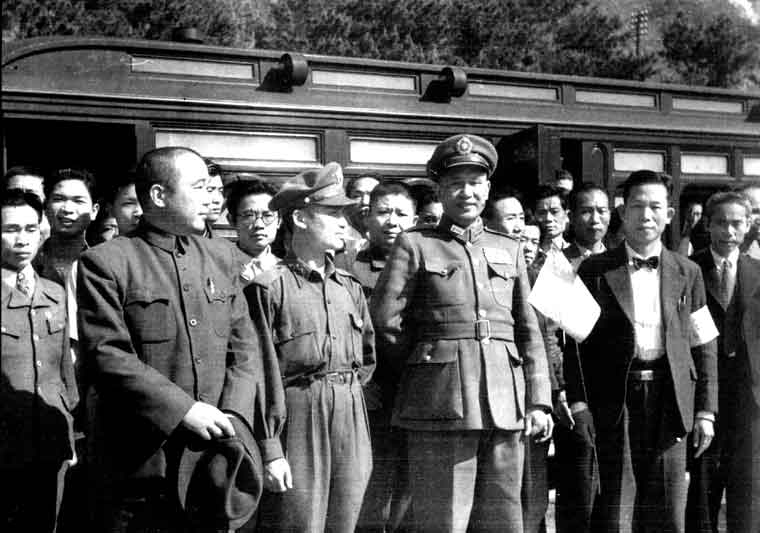
白崇禧以國防部部長之身分赴臺宣慰

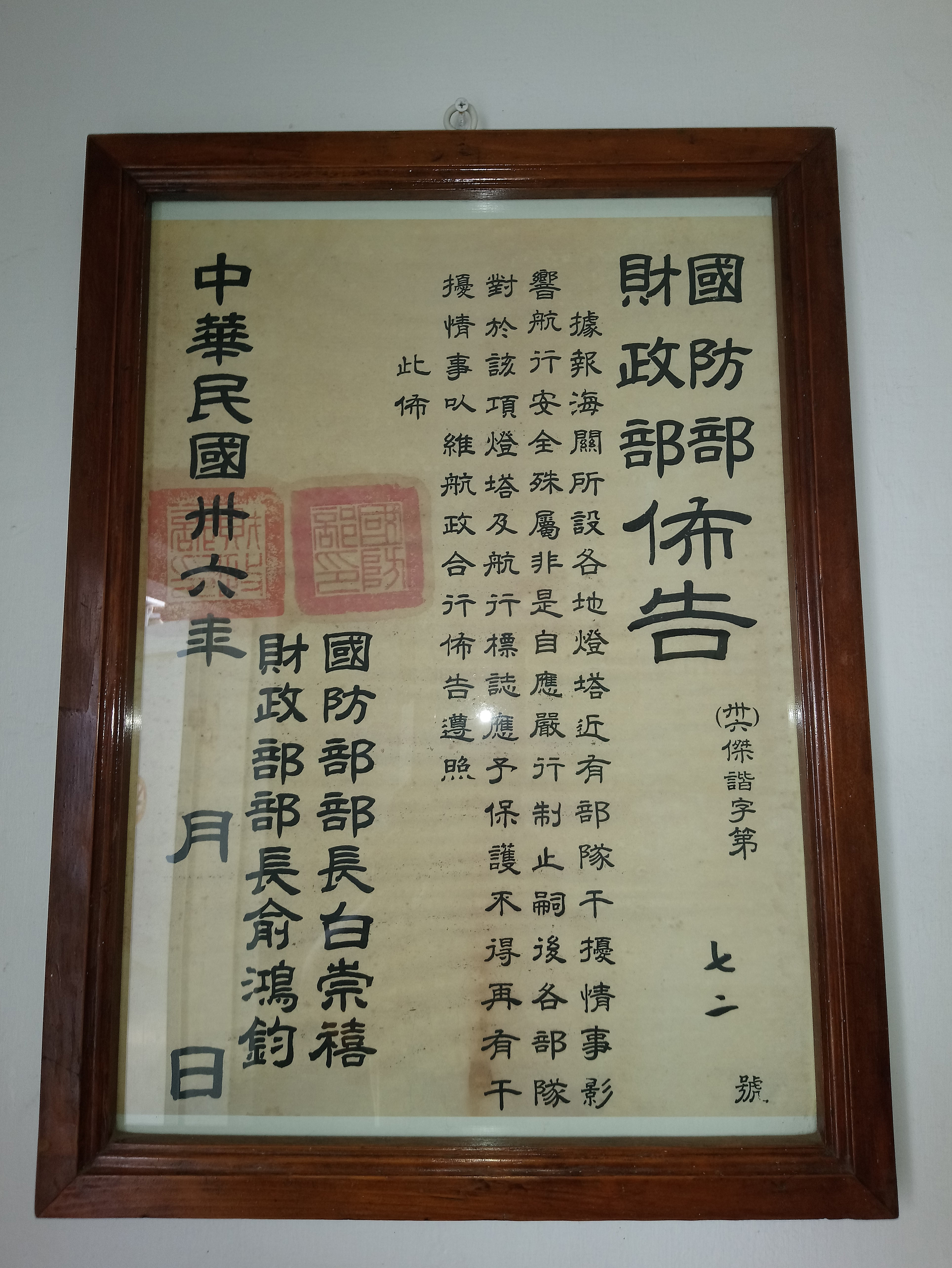
1947年國防部部長白崇禧發布布告（傑鍇字第七十二號令）。

1947年1月11日，蔣接見東北行轅主任熊式輝與國防部長白，商討接收大連問題:8263。1月25日，蔣召見國防部長白、西北行轅主任張治中，商討中共拒和問題:8272。1月30日，國民政府特派白為行政院綏靖區政務委員會督察團團長，谷正綱、鄧文儀為副團長:8275。
2月27日，臺灣發生「二二八事件」，蔣派兵至臺灣鎮壓。3月11日，國民政府特令國防部長白赴臺:423，前往臺灣「宣慰」，並權宜處理各項事務:8309。上午，白在南京接見臺灣省旅居上海代表:423，面告政府處理臺變方針:8309。
3月17日，白及蔣經國於中午搭機抵達臺北:423，處理善後事宜:103。下午，白發表宣字第一號公告:8314，昭示中央政府處理臺灣事件之基本原則:423。白宣布處理臺變之基本原則：一、改組臺灣省行政長官公署為省政府，縣、市長提前民選，並盡量選用本省人士；二、臺灣警備總司令不由臺灣省政府主席兼任，省政府委員及各廳、處、局長，盡先選用本省人士，政府機關職員，凡同一職務官階者，本、外省人員待遇一律平等；三、民生工業之公營範圍盡量縮小，現行經濟制度及政策分別修正或廢止；四、各級二二八事件處理委員會及臨時不合法組織自行宣告結束，參與事變有關人員，除共產黨外，一律從寬免究:8314。
3月18日下午4時，白在臺北賓館招待各界，稱臺省事件係受少數共產黨分子及少數浪人之煽動，現大致安定，僅有少數青年現仍避居深山，盼望彼輩早日歸來，各安生業，政府決不追究:8315。3月20日，白再發表談話，慰外省籍公務人員不要因曾受到生命財產損害而灰心喪志，須知極大多數臺胞仍極愛國:424。3月22日，白在台中向全省廣播稱：「對於此次圖謀叛亂的主犯，必須從懲辦」；「現臺灣警備總司令已決定分區綏靖，如共黨暴徒仍執迷不悟，將劫奪警察槍枝及倉庫武器彈藥被服不予繳還，國軍為綏靖地方，必須痛剿，徹底肅清。」:83183月25日，白在臺北對記者稱：「據各地所見，臺灣之騷亂，大致平息」，至逃匿深山僻壤之少數暴動分子及共產黨徒，約1000人，「凡不明向政府悔過自新者，國軍將追踪搜尋」:8321。
3月28日，白召集臺灣警備總司令部參謀長柯遠芬:8323、處長林秀欒、憲兵團長張慕陶、陸軍整編第二十一師第一四六旅旅長岳星明等各單位主管舉行會議；柯遠芬發言表示已下令各地執行清鄉計畫，限期年底完成：「寧可枉殺九十九個，衹要殺死一個真的就可以」，並引用列寧的話「對敵人寬大，就是對自己殘酷」。白當場糾正：「古人說行一不義，殺一不辜而得天下者，不為。」，並指示四點：一、現所拘捕關於二二八事件之人犯，應速依法審判；二、今後拘捕人犯，必須公開依照規定手續為之；三、除臺省警總司令部外，其他機關一律不得發令捕人；四、參加暴動之青年學生，准予復學，並准免繳特別保證書及照片，但須由其家長保證悔過自新，可予免究:8323。4月1日，白在臺北舉行記者招持會，就臺灣今後局勢宣布「善後措施」，謂必須以「殺一儆百之效」在臺灣厲行統治:8325。4月2日，白專機離開臺灣，返回南京；臨行前指示臺灣各軍政機關，務必將這次「圖謀叛亂之首要分子依法嚴懲」:8326。
白巡按臺灣，會見台灣省行政長官陳儀等人，並向民眾廣播，聲明中央政府軍事行動已暫告一段落，將以和平寬大的方針處理此事。期間，白拯救不少臺灣士紳，如瑞芳李家李建興兄弟等。白報告中，嚴批陳儀，建議處分柯遠芬，嘉獎彭孟緝。
4月7日，國防部長白在中樞紀念周報告臺灣事變之起因，並提出善後措施：政治上將臺灣行政長官公署改為省政府，並增加省府委員人數，於省府各廳、處、局增設副職，經濟上將專賣局撤銷，改為煙酒公賣局，貿易局改為供應物資機構等:8330。4月14日，白簽呈蔣，臚陳今後對臺改進意見，其要旨為：甲、行政，乙、經濟，丙、教育，丁、軍隊及憲警保安部隊，戊、其他；4月16日，蔣批示：「所擬皆可如擬」:8333。

### 任職國防部長
1946年6月1日，出任首任国防部部长。国防部分政务和参谋两个系统。政务系统以国防部长为首，几个政务次长为其助手，下设几个业务司（称之为部本部）。参谋系统以参谋总长为首，几个参谋次长为其助手，下设6厅8局（称之为参谋本部），陆、海、空、联勤及宪兵司令部为参谋本部的实施机关。国防部长是阁僚，随内阁进退，虽然是参谋总长名义上的上级，但无权过问指挥参谋总长；参谋总长掌握军事实权，由国家元首任命，对国家元首负责。陈诚任参谋总长。
1947年4月17日，國民政府任命白兼國防科學委員會主任委員，朱家驊兼副主任委員，任命翁文灝、陳誠、錢昌照、朱家驊、俞大維、王雲五、秦德純、顧祝同、桂永清、周至柔、黃鎮球、錢昌祚兼委員:8336。4月23日，國民政府准免國防部部長白本職；特任白為行政院政務委員，兼國防部部長:8340。6月10日，外交部長王世杰與國防部長白向立法院報告外蒙軍隊入侵新疆事件:8369。
7月24日，國防部長白在私邸設晚宴招待美國特使魏德邁；飯後，雙方長談南京政府面臨之軍事形勢:8388。白說，一年來之作戰證明蔣在軍事上指揮無能，蔣以最高統帥指揮到軍級甚至到師級部隊，不能發揮各級指揮系統其應有之效用，戰局發展至此，應由蔣氏獨負其責；白氏又稱，去年夏初，國軍以五比一之優勢超過共軍，僅僅在一年中，戰略之主動，便由國民政府方面轉到共軍手中，孰令為之？孰令致之？最高統帥當不能辭其責任:8388。
10月2日，國防部長白飛赴徐州，佈置防務:8424。11月10日，蔣召見白，要在九江設立國防部指指所。11月27日，國防部九江指揮部成立，白兼任主任，指揮33個旅圍攻大別山區，採取軍事圍攻、分區清剿與政治組訓相結合之總力戰方針，分進合擊，分區清剿中原野战军:8416。12月4日，白自九江抵漢口，指揮大別山區戰事:8465。12月5日，白自漢口到信陽佈置軍事:8466。12月7日，白在漢口部署「清剿」計劃，主張加強地方自衛武力，軍事與政治、經濟密切配合:8466。12月19日，白自漢口到長沙視察:8472。

### 就任華中剿匪總司令
1948年3月29日，李在南京國民大會競選副總統，白、黃紹竑反對，李堅持；蔣支持孫科為候選人，結果李當選。5月20日，李在南京就任中華民國副總統:8606。何應欽接任國防部長。6月25日，新任華中剿匪總司令部總司令白自南京抵達漢口:8625。6月26日，白由漢口至豫南前線視察:8626。6月28日，白在漢口就任華中剿匪總司令部總司令職並發表演說稱：「今日匪禍猖獗，必須舉國上下痛下決心，以剿匪軍事為第一，始克有濟。」:86286月29日，國防部九江指揮部改為華中剿匪總司令部:8628。可能當局覺得劉峙難任艱钜，故于淮海戰役前夕，鑒於劉伯承和陳毅兩股即將合流，徐州和華中剿匪總司令部所屬兵力，應該統一運用:297。乃打算在蚌埠設立一個國防部指揮部，由白負責主持，統一指揮華中及徐州兩個剿匪總司令部之軍事:297。白認為有不克服之困難，也沒有統一指揮之權力，不肯接受:297。
7月1日，為統一華中剿共軍事，國防部將九江指揮部及武漢行轅編並，成立華中剿匪總司令部於漢口，由白出任總司令，宋希濂、夏威、張軫、徐祖眙任副總司令:8631。7月5日，白在漢口市黨部擴大紀念周上作報告，闡述總戰之意義：「總體戰必須軍事、政治、經濟、社會各方面緊密配合……惟有實現三民主義之民生主義，徹底改革土地制度，使『耕者有其田』，土地有合理的分配，同時實施『將士授田』辦法，而後始能掌握全體民眾，剿匪才有光明前途。」:8635
10月初，白親到駐馬店，在第十二兵團部召開作戰會議，第三兵團司令張淦、第五綏靖區（信陽）司令張軫、第十二兵團司令黃維、第十二兵團副司令胡璉、第八十五軍軍長吳紹周、楊伯濤、覃道善等軍長以上高級將領均參加:314。何應欽在徵得白同意後，即於10月23日派郭汝瑰專機向蔣建議，蔣自東北會戰開始，即偕杜聿明、周至柔、郭懺、羅澤闓等穿梭飛行於北平、瀋陽之間，親自指揮作戰，郭汝瑰抵北平之日，即長春失守之時:366。10月30日，蔣聆悉廖耀湘兵團在西進途中進入預先佈置之口袋。蔣聞訊飛返南京:366。是日下午4時，白應召從漢口飛南京，5時參加國防部召開軍事會議，聽取羅澤闓關於東北會議從錦州失守到大虎山廖耀湘全軍覆滅之報告:366。
11月27日，白接到蔣之「手啟」電，要白氏轉知所屬第十四兵團司令宋希濂，偕新任第十三綏靖區司令王凌雲到南京一行:370。宋希濂率部此時駐鄂西一帶，奉命後即偕同王凌雲於11月30日到漢口，並隨即去三元里總部謁白，報告鄂西方面情況:370。他們辭出時，白要宋希濂單獨留下，對他介紹當時軍事形勢:370。
12月1日上午12時，宋希濂偕同王凌雲飛抵南京，即去黃埔官邸謁見蔣:371。辭出時，宋希濂讓王凌雲先走，把白在漢口對他所說一一匯報給蔣:371。12月8日，蔣致電白，命令白以最快方法將所轄國民革命軍第二軍調往南京，增援守備兵力，然而受拒:15。年底，國軍在徐蚌會戰中失利，蔣嫡系中央軍幾乎損失殆盡，蔣數度令白出援，白皆推拖，蔣憤擲電話筒、掀桌，痛罵粗話。白則反駁「按兵不動」的指控，指出華中轄區奉命調往增援徐州部隊包括：黃維第十二兵團所屬之胡璉第十八軍、吳紹周第八十五軍、熊綬春第十四軍、覃道善第十軍及何竹本整編第二師，楊干才第二十軍、李良榮第二十八軍，都是華中最精銳之部隊，黃維兵團半路被攔，幾乎全部被消滅。

### 謀和
1948年12月24日、12月30日白電呈蔣，主張「與共黨謀和」:126。12月24日，白自漢口發出亥敬電請張群、張治中轉告蔣，謂人心、士氣、物力均已不能再戰，請停戰以言和:8759。略謂：
| 「總統蔣鈞鑒：民心代表軍心，民氣猶如士氣，默察近日民心離散，士氣消沉，遂使軍事失利，主力兵團，損失殆盡，倘無喘息整補之機，整個國軍，雖不辭任何犧牲，亦無救於各個之崩潰。不僅中國版圖變色，我五千年之文化歷史將從此斬斷，言念及此，憂心如焚，職辱承知遇，垂念餘年。當茲國家危急存亡之秋，不能再有片刻猶豫之時，倘知而不言，或言而不盡，對國家、對鈞座為不忠，對民族為不孝，故敢不避斧鉞，披肝瀝膽，上瀆鈞聽，並貢蒭蕘：（一）先將真正謀和誠意，轉知美國（電話加英國），請美國出而調處，或徵得美國同意，約同蘇聯共同斡旋和平。（二）由民意機關向雙方呼籲和平，恢復和平談判。（三）雙方軍隊應在原地停止軍事行動，聽候和平談判解決。以上所陳，乃多數忠貞而有遠見者之共同意見，不敢壅於恕聞，伏乞鑒核察納。（並望乘京、滬、平、津尚在吾人掌握之中，迅作對內對外和談佈置，爭取時間，若待兵臨長江，威脅首都，屆時再言和談，已失去對等資格，噬臍莫及矣。）職白崇禧手呈。亥敬」:18 |

12月30日，「白再發通電主和」:127，促蔣表態:8763。電文如下:8763：
| 「當今之勢，戰既不易，和亦困難。顧念時間迫促，稍緃即逝，鄙意似應迅速將謀和誠意，轉告友邦，公之國人，使外力支持和平，民眾擁護和平。對方如果接受，借此擺脫困境，創造新機，誠一舉而兩利也。總之，無論和戰，必須速謀決定，時不我與，懇請趁早英斷為禱！職白崇禧手呈。亥全」:106 |

1949年1月1日，蔣發表元旦文告。1月2日:8767，蔣致電白：「亥敬，亥全兩電均悉。中正元旦文告，諒荷閱及，披肝瀝膽而出，自問耿耿此心，可質天日。今日吾人……假令共黨確能翻然悔禍，保全國家之命脈，顧念生民之塗炭，對當前國是能共合理合法之解決，則中正決無他求；即個人之進退出處，均惟全國人民與全體袍澤之公意是從。惟言和之難，卓見已詳……」:106、「……激勵華中軍民，持以寧靜；藉期齊一步驟，鞏固基礎；然後可戰可和，乃可運用自如，而不為共匪所算」:8767。
1月8日，蔣派張群、黃紹竑由南京到漢口晤白，轉達蔣兩點意見：「（一）余如果引退，對於和平，究竟有無確實把握；（二）余欲引退，必由自我主動，而不接受任何方面的壓力。」張群語白崇禧：蔣強調「可和而不可降；能戰而後能和」；白崇禧表示他前後發出二電，均主張備戰謀和，而不是無原則之妥協投降；1月10日上午，張群、黃紹竑往長沙晤程潛後返回南京；李宗仁認為蔣之意圖「顯然是恐懼手握重兵的白崇禧和程潛會同中共接洽『局部和平』。張、黃之行的最大目的是為穩定兩湖」:8772。
1月11日，蔣致電白，說「惟此時我軍既處劣勢，外交運用，恐難有大效」，處境之基本要道為患難相共，自立自助；並稱倘苟有一線和平之希望，必竭盡一切方法，以求得之:8775。1月12日，白派黃紹竑從武漢乘專機秘密飛香港，擬通過中國國民黨革命委員會主席李濟深與中共取得聯繫，共同反蔣，並邀請李濟深及民革中央遷往武漢；黃紹竑到香港時，李濟深已離港北上解放區，黃便將他致李濟深信函托民革駐港負責人黃琪翔轉與中共駐港負責人潘漢年:8776。1月13日，白在漢口，「強迫中央銀行將運往廣州之銀元中途截回」:132。1月20日，蔣宣佈引退，由李接任代總統。白建議由張治中組閣，並邀何應欽主軍事，李以形格勢禁不實行。2月1日，白公布《維持治安緊急處置辦法》四條：一、聚眾搶劫財物者殺；二、散布謠言、擾亂治安者殺；三、為首糾眾暴動者殺；四、故意造成黑市擾亂幣制者殺:8801。2月初，孫科遷行政院於廣州，與南京總統府對立。
3月上旬，孫科遷行政院回南京，白薦何應欽組閣，並同張治中赴杭州促蔣。3月9日，袁守謙主任帶白求見蔣之函件到「溪口」:166。3月30日，中共中央軍事委員會電示劉伯承、鄧小平並告陳毅等，指出：白崇禧代表劉仲容今日到平，我們決定聯合李、白反對蔣黨；決定要白崇禧讓出花園以北地區，我軍到信陽、武勝關附近時，如守軍南撤，則不要攻擊或追擊，讓其退至花園及其以南，孝感、黃陂、黃安、陽邏、黃岡等地亦暫不要去佔，待東北主力到達後，再通知白崇禧連同漢口、漢陽等地一齊有秩序地讓給我們:8855-8856。3月底，白送別張治中和談代表團，殷囑先簽停戰協定，再談和平條款。

### 再戰
4月4日，李濟深派朱蘊山帶親筆函到南京住白公館，談李簽和約。4月上旬，當劉仲容由北平返回南京報告毛澤東和周恩來「無論戰和，人民解放軍都要渡江」意見後，白便決定「只要中共堅持渡江便不能接納和議」，並同江南部隊合作保衛長江:107。4月22日，白飛抵杭州參加蔣召開緊急會議:108。李、蔣杭州會議，白主張李請蔣復職，蔣則要李繼續履職。後李返扺桂林後，即電約白返廣西一晤，商討今後華中方面防務:870。蔣撥給白銀洋400萬元（其中以1萬5000兩黃金折價），並派專機送到漢口:108。4月29日，白自武漢飛桂林，因天氣關係，無法降落，改飛廣州；5月2日，李遂偕居正、閻錫山、李文範3人到桂林:870-871。5月8日，李飛廣州。
5月13日，白由廣州返武昌，召集高級將領會議，討論守衛武漢問題:8912。華中軍政長官公署副長官兼河南省政府主席、第十九兵團司令張軫，經中共中央中原局城工科方敬之等教育爭取，於三大戰役後派代表與中原野戰軍副政治委員鄧子恢接洽；按照鄧子恢建議，張軫於5月上旬擬定迎接解放軍渡江，配合解放軍截擊白部隊南逃之計劃:8914-8915。
5月14日，張軫奉召到武昌出席緊急會議，白出示顧祝同密電，稱已得密報，張軫圖謀叛變，令將張軫及師長以上軍官扣押送廣州；張軫借機逃離武昌到金口所屬國軍第一二七軍軍部，一面召開師以上軍官會議，布置阻擊白部隊之截擊:8915。
5月15日，華中軍政長官公署移駐湖南衡陽，白率公署人員離開武漢抵達長沙，暫留長沙指揮所指揮軍事；同時命武漢守軍撤退:8914。張軫率領所部共2萬餘人擊退白部包圍和截擊；5月16日，張軫受到解放軍第四野戰軍第十二兵團司令員蕭勁光接見:8915。5月19日，華中軍政長官公署舉行軍事會議，參加者有白、程潛、李品仙、黃杰、陳明仁、夏威等高級將領，會議決定華中區作戰部署:8919。5月底，何應欽辭職，李提名居正組閣，立法院未通過；後蔣授意閻錫山，白未能任國防部長。
6月10日，由白策劃組織之類似特務組織「湖南青年工作團」成立，白自兼團長，白親信、省民政廳長田良驥任團部主任:8938。
8月4日，程潛、湖南省政府主席陳明仁等在長沙聯名通電和平出降:108。白率部至湘南地區，以衡陽、邵陽為中心，依托湘江資水，背靠雲南、廣西、貴州，東起粵北樂昌銜接余漢謀，西至湘西芷江與川湘鄂綏靖公署宋希濂構成一條湘粵聯合防線:108。
8月15日，中國人民解放軍第四野戰軍在青樹坪對桂系軍隊發起青樹坪戰役，但遭到白指揮的桂系凌厲反擊。此役是三大戰役之後解放軍少有的敗戰。
9月14日，白在廣州與余漢謀、薛岳商討華南軍事，至9月17日返衡陽:9009。
10月7日，白所部全部，「已向廣西撤退」:253。10月16日，白發覺解放軍對其兩翼迂回後，全線向廣西方向撤退:108。至12月，白華中剿總所轄60萬國軍，陸續被渡長江後的共軍消滅，僅有18萬部队抵達海南島。12月14日，解放軍攻佔鎮南關（友誼關）:108，切斷桂系軍隊退入越南之後路。桂系本身20萬兵力，含李、白起家的国民革命军第七军、国民革命军第四十八军等，最後僅存2萬餘人由軍長張湘澤帶領退入越南，其餘全部在廣西戰役中，於湖南、廣西等地被林彪第四野戰軍迂迴包抄殲滅。
11月20日，白啣李命飛重慶，下午晉見蔣，報告李已於是日「上午飛往香港」:269。11月21日，蔣約白談話，表示決不於此時「復行視事」，為恐李在海外丟醜，必須李本人剋日回重慶，面定對內對外大計，「然後未始不可出國」:270。但必須由行政院長代行總統職權，「以符憲法規定」:270。

### 臺灣時期
1949年12月3日，白乘飛機去海南島。12月11日，陳良被派到海口晤白，補發白軍費；陸軍副總司令羅奇亦銜命敦促白去臺灣，「共商善後」。蔣請白去臺北組閣。
李宗仁曾警告白「桂系到臺灣無用武之地」。12月30日，白按原定計劃「從海口飛臺北」。
1950年1月16日，白從台北電李，對李之出路有六項意見。1月18日，李囑黃雪邨電覆白，略謂蔣復職違憲。白任總統府戰略顧問委員會副主任委員，並以中國國民黨執行委員身份參加一個委員會，負責臺灣黨務改組工作:109。並任中國回教協會理事長等職。
1952年，蔣經國派人檢查白和薛岳兩家:109。1954年3月10日，第一屆國民大會第六次會議罷免李宗仁副總統職，白舉起雙手表示贊成:110。
1962年12月4日，白妻子马佩璋病逝。不久，其子白先勇赴美念書。1964年3月18日，當李宗仁在美國紐約發表公開信，勸告美國效法戴高樂政府時，白在臺北致電李:110：「總統蔣公率全國軍民，嘗膽臥薪，生聚教訓，正在待機執戈西指，完成反攻復國大業。而我公（李宗仁）旅居海外，迭發謬論，危及邦家，為親痛仇快。最近閱報……我公竟於二月十二日投函紐約前鋒論壇報，……勸說美國學步法國……調整關係。我公對國難既不能共赴……危害國家，是誠何心，是真自毁立場矣！自毀其歷史矣！自絕於國人矣！伏望我公激發良知，遠離宵小，翻然悔悟，以全晚節。」至此，曾经一道从底层向上浴血奋战，合作亲密无间的李白二人已经形同陌路。

## 逝世
1966年12月2日，白因心肌梗塞逝於台北松江路寓所，終年七十四歲:110。國防部保密局特務谷正文回憶道，他曾電囑中醫協會理事長賴少魂在白氏的補藥劑量上動手腳，使其不勝藥力，一補不起。五子白先勇駁斥上述說法，並表示：我父親有心臟病（白家有此病史，白先勇亦動過心臟手術），醫生說父親是心臟病猝發，這是最有可能的，否則想不出任何問題的。台灣政治大學歷史系教授劉維開認為白先勇的說法是站得住腳的，但台灣中研院近代史专家陳儀深則认为白崇禧被谋杀的可能很大。白逝世當日，白先勇七弟白先敬看到父親遺容，平靜安詳，大概病發突然，沒有受到太大痛苦，喪禮舉行國葬儀式，蔣第一個前往祭悼。《紐約時報》訃文稱白崇禧是國民黨裏最傑出的軍事戰略家。

## 著作
- 《白崇禧先生访问纪录》1984-05（台）中央研究院近代史研究所
- 《白崇禧口述自传》（上下）中国大百科全书出版社 / 2009-03

## 家族
白娶妻馬佩璋，遺有子女10人（男：先道、先德、先誠、先忠、先勇、先剛、先敬，女：先智、先慧、先明）:110。五子白先勇是臺灣著名作家:110，曾著《臺北人》短篇小說集，亦為其父立傳《父親與民國─白崇禧將軍身影集》和《養虎貽患——父親的憾恨》以描述1946年四平戰役的始末。
另外，白崇禧尚有親弟白崇祐。香港著名傳媒人、前任灣仔區議會議員白韻琹為白崇禧的堂妹。

## 遺蹟

### 臺灣
白與夫人及部份子女身後合葬於臺北市信義區六張犁回教公墓內白榕蔭堂墓園，該墓園為臺灣地區少見的伊斯蘭式建築，2013年經臺北市政府指定為古蹟。

### 中國大陸
广西桂林市秀峰区榕湖飯店內白崇禧故居「桂廬」。
上海汾陽路150號、多倫路250號的兩處故居遺址。

## 藝術形象
- 2009年，建國大業

## 引用
1. 1 2 3 4 5 6 7 8 9 10 11 12 13 14 15 16 17 18 19 20 21 22 23 24  王成斌等 (编). . 北京: 解放軍出版社. 1998. ISBN 7506509180.
2. 1 2 3 4 5 6 7  辭海編輯委員會 (编). . 上海辭書出版社. 1989.
3. ↑  何榮幸; 李維菁; 謝錦芳; 郭石城; 高有智. . 2008-10-04  [2010-06-20]. （原始内容存档于2013-07-01）.
4. ↑  .   [2017-03-19]. （原始内容存档于2021-01-23）.
5. ↑  . library.taiwanschoolnet.org.   [2017-03-19]. （原始内容存档于2020-11-25）.
6. ↑  .   [2017-03-19]. （原始内容存档于2020-04-06）.
7. ↑  臺南延平郡王祠名聯 的存檔，存档日期2017-03-20.
8. 1 2 3 4  父親與民國下，第300页
9. 1 2 3 4 5 6 7 8 9 10 11 12  父親與民國下，第301页
10. 1 2 3 4 5  父親與民國上，第19页
11. ↑  父親與民國上，第19页，（孫中山）誠摯地對父親（白崇禧）說：「我無槍、無糧、無餉，只有三民主義。」父親（白崇禧）說：「廣西統一不需大元帥的物資支援，所需者只是革命信仰而已。」
12. ↑  父親與民國上，第19页，（白崇禧）麾下第七軍廣西部隊奮勇克敵，因有「鋼軍」之稱。
13. ↑  父親與民國上，第66页，衛立煌奉令率部趕往龍潭，將孫軍逐出龍潭車站。但孫軍仍據守江邊，掩護大軍陸續渡江，向國民革命軍反攻，國民革命軍漸有不支之勢。
14. ↑  父親與民國上，第66页
15. ↑  父親與民國上，第19页，「龍潭之役」是北伐至為關鍵、扭轉乾坤之一戰。
16. 1 2 3 4 5 6 7 8 9  父親與民國下，第302页
17. ↑  陳雷等編著. . 台北: 傳記文學出版社. 1978-06-01.
18. ↑  父親與民國上，第48页，父親（白崇禧）親筆記注：直魯聯軍共約五萬餘人，張宗昌為總司令，褚玉璞為副總司令，盤踞津東，白總指揮奉革命軍蔣總司令命令，指揮第一、第二、三、四集團軍各一部，向津東征討，於民國十七年秋季將直魯軍全部解決，奉軍派楊宇霆部在山海關一帶堵截，與革命軍合作，故直魯軍均向革命繳械，全軍覆滅。
19. ↑  父親與民國上，第72页，民國十八年（1929年）初，蔣中正在南京召開編遣會議。
20. ↑  父親與民國上，第72页，雖然李宗仁與父親（白崇禧）極力滅火，解除胡、陶兵權，並向中央請罪，但蔣中正「滅桂」政策已定，同時蔣買通唐生智潛往平津，策反父親（白崇禧）部下，因為父親（白崇禧）所御第四集團軍多為唐舊部。
21. ↑  父親與民國上，第72页
22. 1 2  父親與民國上，第73页
23. 1 2 3 4 5 6 7 8  父親與民國下，第303页
24. ↑  . 1934. ……問：「徵兵制度多少帶有強迫性質，請問鄉民和學生的態度如何？」白氏（白崇禧）答：「起初鄉民頗有反感……現在組織絕少阻礙。學生方面起初當然也覺吃力……現在也習慣成自然了。總之，古語有一句話：『民不可以慮始而可以樂成』，在幼稚時代事事要如人意是不行的。」白氏（白崇禧）答了所問，繼續說：「誰不想做安閒人，可是既欲愛國而不肯刻苦負責是謂自欺。救國計畫很多，但任何計畫都要有人然後成事，如果有人而沒有組織沒有訓練，雖多亦不能發生效力。今日如不切實從事組織訓諫，大家大言到東京，豈不是笑煞人的事！是以民眾武備不但廣西要辦，各省也得要辦，將來隨時可調幾千萬雄兵，然後可談救亡。」……
25. ↑  父親與民國上，第92页，父親（白崇禧）在全面抗戰爆發前夕，如此警惕：「我們認定在國難嚴重的今日，必須如此，才能爭求整個國家民族的生存，在這第二次世界大戰將臨的前夜，必須如此，才能應付國際戰爭。」
26. ↑  父親與民國上，第85页，廣州開府，為表示兩廣合作，李宗仁以國民政府及參軍處參軍名義，居留廣州，此時廣西事務，一概由父親（白崇禧）掌管。
27. 1 2 3 4 5 6  父親與民國下，第304页
28. 1 2 3 4 5  父親與民國下，第305页
29. ↑  父親與民國上，第100页，程潛對父親（白崇禧）說：「果能相見以誠，和衷共濟，即使要我磕八個響頭也願意。」廣西與中央對峙，至此和解。
30. ↑  . 1995年5月.
31. ↑  . 柳州新闻网.   [2023-06-02]. （原始内容存档于2022-07-04）.
32. 1 2  父親與民國上，第103页
33. 1 2 3 4 5 6 7 8 9 10 11 12 13 14 15 16 17 18 19 20 21 22 23 24 25 26 27 28 29 30 31 32 33 34 35 36 37 38 39 40 41 42 43 44 45 46 47 48 49 50 51 52 53 54 55 56 57  李新總主編，中國社會科學院近代史研究所中華民國史研究室，韓信夫、姜克夫主編 (编). . 北京: 中華書局. 2011. ISBN 9787101079982.
34. ↑  父親與民國上，第108页，國民政府要員張群、何應欽、程潛、朱培徳到機場接機，當晚蔣中正在官邸宴請父親（白崇禧）。
35. ↑  父親與民國上，第108页，因總參謀長程潛赴平漢任第一戰區司令官，父親（白崇禧）遂代行總參謀長職務。
36. ↑  父親與民國上，第120页
37. ↑  父親與民國上，第120页，鄧部原駐於川西成都。抗戰時奉統帥部編為第二十二集團軍，以鄧錫侯為總司令，孫震為副總司令。川軍軍紀不張，在山西參戰，被日軍擊潰……第二戰區司令官閻錫山……請統帥部將川軍他調。……父親（白崇禧）見機建議，將川軍調往第五戰區……川軍由是感激，後在徐州會戰表現分外英勇，日軍磯谷師團沿津浦線南下時，川軍四十一軍由孫震率領趕來增援一二二師（師長王銘章）固守滕縣，敵軍以重砲及坦克猛攻縣城，王銘章師長親自督戰死守，血戰三晝夜，為敵攻破，王師長以下，全師殉城，乃成為徐州會戰中國軍犧牲最慘烈的一章。
38. ↑  . 1938年5月.
39. ↑  父親與民國上，第108页，李、白二人自北伐「龍潭之役」後，台兒莊大捷再度合作
40. ↑  父親與民國上，第134页，父親（白崇禧）與黃氏即向李宗仁諄諄告誡：「一、吾公集軍事、政治（一月二十五日國府明令任李宗仁為安徽省政府主席）於一身，十分勞苦，應物色輔佐，以免過勞，而期周密。二、須注意功高震主，應將戰功推之於上下及友軍。」
41. ↑  父親與民國上，第136页，父親（白崇禧）向軍事委員會提出對日作戰方針：「積小勝為大勝 以空間換時間 以游擊戰輔助正規戰 與日軍打持久戰」
42. ↑  父親與民國上，第142页，十月武漢不守，行都遷重慶，戰場移向西南。為鞏固行都，軍事委員會設立桂林行營，蔣中正任父親（白崇禧）為桂林行營主任，統一指揮第三（顧祝同）、第四（張發奎）、第七（余漢謀）、第九（薛岳）四個戰區。
43. ↑  . 《良友》畫報第一四六期. 1938年11月. 除大量中央軍由閩源開赴粵省外，桂軍亦紛紛出動向西江東進，一俟佈置完備，即將大舉反攻，其配備以新開入桂軍裁堵日軍進襲外，北江方面增調大批精銳準備於日軍進犯南路時，大舉南攻，至東江方面，將以游擊為主，發動大規模之游擊戰以威脅日軍之交通線。
44. ↑  父親與民國上，第145页，父親（白崇禧）就任期間，指揮過第一、二、三次「長沙會戰」、「崑崙關會戰」等重要戰役。
45. ↑  . 《良友》畫報第一四八期. 1939年1月. 為調整國防機構起見，議決設最高國防委員會，常務委員共十一人，由五院院長孔祥熙、孫科、居正、于右任、戴季陶及外交部長王寵惠、參謀總長何應欽、參謀副總長白崇禧及中常會代表陳立夫、葉楚傖、鄒魯等組織之，蔣委員長兼委長，即日起正式辦公。
46. ↑  父親與民國上，第151页
47. ↑  父親與民國上，第155页，參加作戰部隊為：第五師團、台灣混成旅團、其他配合部隊、第五艦隊（軍艦七十餘艘，航母二艘）、海軍第三聯合航空隊（飛機約一百架），兵力總共約三萬人。
48. ↑  父親與民國上，第156页，二十九日，蔣中正在會議訓詞中宣布：「我們今後的戰略運用和官兵心理，一定要徹底轉變過來，要開始反守為攻，轉靜為動，積極採取攻勢。」
49. ↑  父親與民國上，第153页
50. ↑  父親與民國上，第156页，大本營陸軍部作戰部長富永恭次更宣布：「這是中國事變的最後一戰。」
51. ↑  父親與民國上，第156页，父親（白崇禧）立即電令該軍代軍長杜聿明，率部乘火車從衡陽赴桂南；又電令十六集團軍立即集結，十九日抵達南寧，各部分別趕赴日軍進軍必經之地阻敵北進。
52. ↑  父親與民國上，第156、160页，二十一日率部抵達遷江，設立行營指揮所
53. ↑  父親與民國上，第154页，十二月三十一日，國軍克復了崑崙關，殲敵八千餘，取得中國抗日攻堅戰首次勝利
54. 1 2 3 4 5 6 7  父親與民國下，第306页
55. ↑  父親與民國上，第180页
56. 1 2 3 4 5 6 7 8  父親與民國下，第307页
57. ↑  父親與民國上，第179页
58. ↑  父親與民國上，第187页
59. ↑  父親與民國上，第190页，魏德邁（Albert Wedemeyer）接替史迪威出任中國戰區統帥部參謀長，李宗仁時任漢中行營主任。魏德邁熟悉中國事務，國共內戰期間，曾建議遣派美軍七個師協助國軍收復東北，未被美國政府採納。
60. ↑  父親與民國上，第200页，宋美齡賞識父親（白崇禧）的軍事才能，父親（白崇禧）亦敬佩宋美齡抗戰期間對美外交工作。
61. ↑  父親與民國上，第220页
62. 1 2 3 4 5  陳正茂、林寶琮編著 (编). . 台北: 新文京開發出版. 2001.
63. ↑  白先勇、廖彥博編著. . 台北: 時報文化. 2014-03-07. ISBN 9789571359137.
64. ↑  郭廷以校閱. . 台北: 中央研究院近代史研究所. 1984.
65. ↑  何榮幸、李維菁、謝錦芳、郭石城、高有智 專訪. . 《中時電子報》. 中國時報集團. 2008-10-04  [2011-02-04]. （原始内容存档于2013-07-01）.
66. 1 2 3 4 5 6 7 8 9 10 11  父親與民國下，第308页
67. 1 2 3 4  王禹廷. . 《大決戰（下）：裂岸》 (香港: 中原出版社). 1991年4月.
68. 1 2 3 4 5 6 7 8  程思遠. . 《大決戰（下）：裂岸》 (香港: 中原出版社). 1991.
69. 1 2  劉維開. . 台北: 時英出版社. 2009.
70. 1 2  . 时代周报. 2012-05-10  [2024-05-31]. （原始内容存档于2024-05-31）.
71. 1 2 3 4 5 6 7 8  蔣經國. . . 台北: 正中書局. 1988.
72. ↑  "〈白崇禧電蔣中正軍民潰散國家危亡懇請美國調處國共和平談判〉" (1948-12-24). 《蔣中正總統文物》, Series: 〈革命文獻—蔣總統引退與後方布置 （一）〉, ID: 數位典藏號：002-020400-00028-005, p. 2-4. 國史館.
73. 1 2  唐德剛. . 李宗仁口述. 台北: 遠流出版. 2010-02-01.
74. 1 2  程思遠. . 《大對抗》 (台北: 風雲時代出版公司). 1992.
75. 1 2 3  父親與民國下，第309页
76. ↑  . （原始内容存档于2013-08-12）.
77. ↑  程思遠. . 北京: 文史資料出版社. 1980: 187.
78. ↑  谷正文. 許俊榮、黃志明、公小穎 , 编. . 臺北縣新店市: 獨家. 1995-09: 238–239  [2023-09-14]. ISBN 957-9488-24-X. （原始内容存档于2023-06-02）.
79. ↑  . 中國世界華人文學網. 廣州: 中國世界華人文學學會. （原始内容存档于2015-04-19）.
80. ↑  . 美国之音.   [2021-08-09]. （原始内容存档于2021-12-14） （中文）.
81. ↑  白先勇編著. . 台北: 時報文化. 2012.
82. ↑  . 紐約時報. 1966-12-09  [2014-06-14]. （原始内容存档于2014-03-17）.
83. ↑  . 武昌起義同志會.   [2021-09-25]. （原始内容存档于2021-12-14） （中文（繁體））.
84. ↑  秀碧. . 蘇港交流促進會. 2023-06-08.
85. ↑  . 中央社. 2013-03-07  [2013-03-07]. （原始内容存档于2015-02-18）.

## 外部連結
- 民國春秋：白崇禧 （页面存档备份，存于）
- 訪白榕蔭堂墓園（上） （页面存档备份，存于）
- 訪白榕蔭堂墓園（下） （页面存档备份，存于）
- 叛逆 白崇禧白先勇的基因密碼 （页面存档备份，存于）
- 林博文專欄－白崇禧曾投稿自我辯護
- 民視新聞節目頻道.【臺灣演義】世紀名將．白崇禧.2013.11.03 （页面存档备份，存于）

| 官衔   | 官衔                                           | 官衔          |
| ------ | ---------------------------------------------- | ------------- |
| 行政院 |                                                |               |
| 首 任  | 國防部部長 第一任 1946年5月23日－1948年5月31日 | 繼任： 何應钦 |